# Neustädter Feldmark
Die Neustädter Feldmark ist ein Teil des Herforder Stadtteils Herford-Stadt, der der Stadt Herford entspricht, wie sie bis zur Eingemeindung weiterer Stadtteile am 1. Januar 1969 bestand.

## Lage
Die Neustädter Feldmark erstreckt sich von der Neustadt, die ein Teil der Innenstadt ist, bis zur ehemaligen Stadtgrenze im Norden und Osten der Stadt. Im Südwesten bildet die Werre die Grenze.
Dementsprechend liegt im Süden der Stadt Herford, angrenzend an die Altstadt, die Altstädter Feldmark und im Westen außerhalb der Radewig die Radewiger Feldmark.

## Nachbarstadtteile und -stadtviertel
Die Neustädter Feldmark grenzt im Norden an Herford-Falkendiek, im Nordosten an Herford-Schwarzenmoor, im Osten an Bad Salzuflen (Kreis Lippe), im Südosten an die Exklave Klein Schwarzenmoor, im Süden an Bad Salzuflen, im Südwesten an die Altstädter Feldmark und die Neustadt sowie im Westen an die Radewiger Feldmark.

## Stadtbereiche
Innerhalb der Neustädter Feldmark gibt es die nicht klar umgrenzten Bereiche Stiftberg, Waldfrieden (mit dem Tierpark), Friedenstal (Heimat des Herforder SV Borussia Friedenstal) und die Nordstadt.

## Grünanlagen

### Werregärten
Zwischen der Werre, der Werrestraße und der Hansastraße befinden sich die Werregärten. Dabei handelt es sich um eine mit Bäumen bewachsenen Rasenfläche, durch die einige Wege verlaufen. Einer dieser Wege führt über eine 1971 errichtete Fußgänger- und Fahrradbrücke über die Werre auf den Lübbertorwall. In einem der entlang der Werre stehenden Wohnhäuser, der „Rühlschen Villa“, war von 1975 bis 2004 die Musikschule Herford beheimatet. Im südlichen Bereich gibt es den „Kinderspielplatz Werregärten“.
Ursprünglich erstreckten sich die Werregärten in Richtung Westen fast bis zur Herderstraße. 1972 wurde in diesem Bereich allerdings das Friedrichs-Gymnasium mit mehreren Außensportanlagen eröffnet, so dass dort nur noch ein Fußweg entlang der Werre vorhanden ist. Das Gelände des Hallenbades, das von 1966 bis 1997 im nördlichen Bereich an der Hansastraße stand, wurde durch ein Ärztehaus ersetzt oder teilweise renaturiert. In diesem Teil der Werregärten ist seit 2012 im Sommer der „Aloha Beachclub“ mit Sandflächen, Liegestühlen, künstlichen Palmen, einem Beachvolleyballfeld und Gastronomie geöffnet.
Die Werregärten sind auch für Abiturfeiern und seit 2015 für das Holi Festival sehr beliebt.

### Stadtwald
An der südöstlichen Stadtgrenze zu Bad Salzuflen befindet sich der Herforder Stadtwald. Er erstreckt sich zwischen dem Bereich Waldfrieden mit dem Sportpark und dem Tierpark im Nordwesten sowie der Stadt Bad Salzuflen im Osten. In Richtung Norden geht der Stadtwald in den Stuckenberg über, im Osten in den Salzufler Stadtforst mit dem Obernberg.
Von Nordwesten nach Südosten wird der Stadtwald von der Stadtholzstraße durchschnitten, die nach dem Stadtholz benannt ist, einer anderen Bezeichnung für den Stadtwald.
Die Autobahn 2 durchquert den Stadtwald von Nordosten nach Südwesten. Wo sich bis 2013 die beiden Autobahnrast- und Tankstellen Herford Nord und Süd befanden, gibt es seit 2018 Parkplätze.

### Langenberg und Luttenberg
Die größte zusammenhängende Grünanlage ist der Langenberg, auf dem bis in die 1970er Jahre jährlich eines der größten deutschen Osterfeuer abgebrannt wurde. Er erstreckt sich zwischen der Stadtholzstraße, der Langenbergstraße und der Wohnsiedlung westlich davon. Im Südwesten des Langenbergs befindet sich die Hochschule für Kirchenmusik.
Auf dem Luttenberg soll die Herforder Vision, die erste bekannte Marienerscheinung nördlich der Alpen, stattgefunden haben. Im Westen, Norden und Osten wird er von der Stiftbergstraße umschlossen. In Richtung Südwesten geht der Luttenberg in den Schützenhofpark über.

### Maiwiese
Die Maiwiese zwischen der Bismarckstraße, der Damaschkestraße und der Sandbrede ist eine 6810 Quadratmeter große 1957 gebaute und 2009 modernisierte Freizeitanlage mit einer großen Wiese, einem Bolzplatz, einer Tischtennisplatte, einem Spielplatz und einem Minigolfplatz. Nebenan befindet sich die Kita Maiwiese.

## Friedhöfe
Im Norden der Neustädter Feldmark zwischen der Mindener Straße und der Eimterstraße befindet sich der Hauptfriedhof Ewiger Frieden. Der größte Herforder Friedhof wurde am 29. Juni 1924 eingeweiht. Die relativ große Friedhofskapelle wurde 1955 gebaut.
Der Marien-Friedhof an der Marienstraße und der Erika-Friedhof an der Vlothoer Straße sind Friedhöfe der evangelisch-lutherischen Marienkirchengemeinde Stiftberg.

## Öffentliche Einrichtungen
An der Schwarzenmoorstraße steht das 1973 eröffnete Klinikum Herford.
Nördlich und südlich der Hansastraße befinden sich folgende Einrichtungen:
Die Justizvollzugsanstalt Herford für Jugendliche wurde in der Kaiserzeit gebaut und in den 2000er Jahren grundsaniert und umgebaut. Sie ist damit die modernste der vier Nordrhein-Westfälischen Jugendstrafanstalten. Sie ist ausgelegt für 356 Häftlinge. Einen guten Ruf hat die JVA dadurch, dass etwa 75 % der Inhaftierten während der Haftzeit eine Ausbildung oder Arbeitstherapie erhalten.
Die Agentur für Arbeit ist für die Kreise Herford und Minden-Lübbecke zuständig. Nicht weit davon entfernt haben die Kreispolizei Herford und der Kirchenkreis Herford ihren Sitz.
An der Werrestraße haben die Stadtwerke Herford ihren Sitz.
In der Kindertagesstätte Maiwiese gibt es eine Gruppe, in der hochbegabte Kinder betreut werden. Die Kita Bornbrede befindet sich in der Nordstadt.

## Feuerwehr

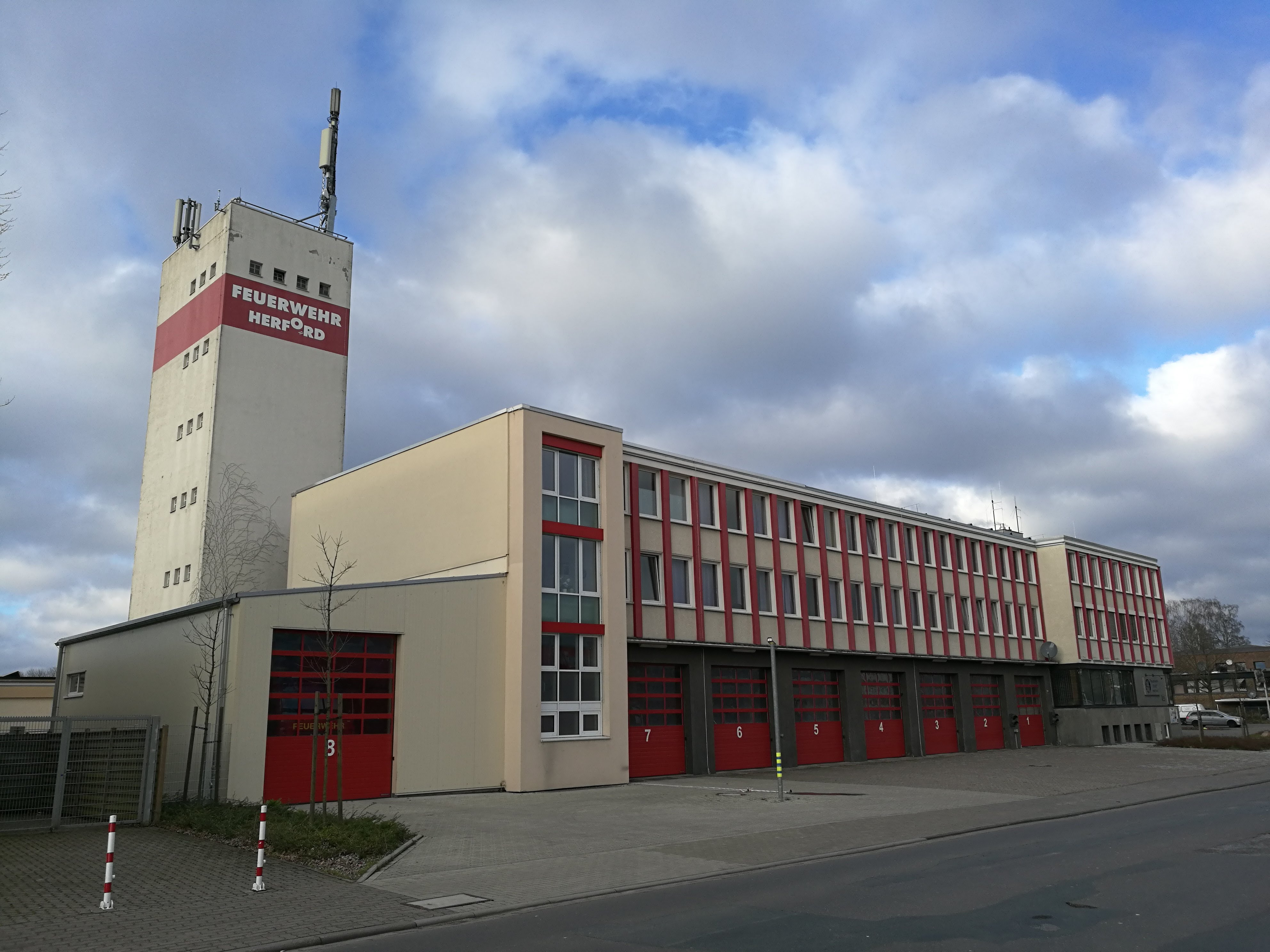
Hauptwache der Feuerwehr

Die Hauptwache der Herforder Feuerwehr befindet sich an der Werrestraße. Die Feuerwehr Herford ist eine Freiwillige Feuerwehr mit hauptamtlichen Kräften. Sie ist für den Brand- und Katastrophenschutz der 79 km² großen Stadt Herford mit ihren rund 65.000 Einwohnern verantwortlich. Zusätzlich werden durch die Feuerwehr die Aufgaben des Rettungsdienstes und Krankentransportes wahrgenommen. Die Feuerwehr Herford ist in die Produktgruppen Gefahrenvorbeugung, Gefahrenabwehr, Krankentransport/Notfallrettung und Technik gegliedert. Zudem verfügt sie über ein Blasorchester aus ca. 40 Freizeitmusikerinnen. Leiter der Feuerwehr ist Karsten Buschmann.
Am 31. Dezember 2008 gab es bei der Feuerwehr 38 hauptamtliche Mitarbeiter, 23 Kräfte im Rettungsdienst und 155 ehrenamtliche Feuerwehrleute. Die Jugendfeuerwehr hatte 63, die Ehrenabteilung 31 Mitglieder. Das Blasorchester bestand aus 61 Personen.
An der Hauptwache sind die 38 hauptamtlichen Kräfte und die 23 Kräfte im Rettungsdienst stationiert. 3 Hauptamtliche haben Doppelfunktionen im Rettungsdienst. Der Löschzug Mitte mit 53 Feuerwehrleuten der Freiwilligen Feuerwehr und mit 27 Mitgliedern der Jugendfeuerwehr ist ebenfalls am Standort der Hauptwache stationiert.
Die Löschgruppen in den Stadtteilen Diebrock, Elverdissen, Herringhausen und Schwarzenmoor wurden der Herforder Feuerwehr nach der Eingemeindung am 1. Januar 1969 angegliedert. Bis dahin waren es selbstständige Freiwillige Feuerwehren in den jeweiligen Gemeinden. Im Jahr 2013 wurde die Löschgruppe Herringhausen aufgelöst. Seitdem gibt es den Löschzug Herford Nord mit der Löschgruppe Schwarzenmoor und dem Löschzug Herford Mitte sowie den Löschzug Herford Süd mit den Löschgruppen Diebrock und Elverdissen.
Im Jahr 2010 rückte die Feuerwehr zu 796 Bränden und technischen Hilfsleistungen sowie 9.634 Krankentransporten und Rettungseinsätzen aus.

## Sport und Freizeit
Im Bereich der Wiesestraße gibt es einige Freizeiteinrichtungen:
Das Ludwig-Jahn-Stadion bietet Platz für 18.400 Zuschauer. Es ist Austragungsort der Spiele des Herforder SV und des SC Herford.
Neben einigen weiteren Sportplätzen im Stadionbereich (u. a. mit Kunststoffrasen) gibt es in der Nachbarschaft eine Tennisanlage.
Neben dem Stadion liegt das H2O, eines der bestbesuchten Freizeitbäder der Region mit großer Saunalandschaft. Auf der gegenüberliegenden Kiewiese, die als Parkplatz für das H2O und das Stadion dient, wurden von 1958 bis 2010 Kirmes- und Zirkusveranstaltungen ausgerichtet.
Der Sportpark Waldfrieden, in dem mehrere Sportvereine beheimatet sind, liegt neben dem Tierpark Waldfrieden.
Am Fuße des Stuckenberges befindet sich neben dem Erika-Friedhof Herfords älteste Kleingartenanlage „Herford-Neustadt“. Die Anlage wurde 1942 gegründet und umfasst
27 Kleingärten. Auf dem Gelände befindet sich der „Flachsröthe-Teich“, ein Kulturerbe aus dem 19. Jahrhundert. Zwischenzeitlich gibt es in Herford sieben Kleingartenanlagen.

## Kultur
Das Stadttheater Herford ist ein Gastspielhaus mit 692 Plätzen.
Im Stadtpark Schützenhof gibt es ein Café-Restaurant sowie mehrere Räume und Säle für private und öffentliche Feiern und Veranstaltungen. Unter anderem finden dort die Konzerte der Nordwestdeutschen Philharmonie statt, die ihre Probenräume in einem Nebentrakt des Stadtpark Schützenhofs haben.

## Hochschulen
In einer Villa an der Parkstraße am Fuße des Langenbergs hat die Hochschule für Kirchenmusik der Evangelischen Kirche von Westfalen ihren Sitz.
Im September 2017 wurde auf dem Gelände der ehemaligen Wentworth-Kaserne der Bildungscampus Herford mit einer Außenstelle der Hochschule für Finanzen Nordrhein-Westfalen eröffnet.

## Schulen

### Gymnasien
In der Neustädter Feldmark liegen die drei Herforder Gymnasien, das Ravensberger Gymnasium, das Friedrichs-Gymnasium (die älteste Herforder Schule) und das Königin-Mathilde-Gymnasium auf dem Stiftberg, das ursprünglich ein Mädchen-Lyceum war.

### Ernst-Barlach-Realschule
An der Graf-Kanitz-Straße befindet sich mit der Ernst-Barlach-Schule die jüngste Herforder Realschule. Sie wurde 1970 eröffnet, nachdem die beiden anderen Realschulen Otto-Hahn-Schule und Geschwister-Scholl-Schule nicht mehr alle Schüler aufnehmen konnten. Im Schuljahr 2010/2011 besuchten etwa 600 Schüler die Schule. Besonderheit ist der bilinguale Zweig, in dem die Schülerinnen und Schüler in den 5. und 6. Klassen im Fach Englisch besonders gefördert werden und ab der 7. Klasse die Fächer Erdkunde und Geschichte in Englisch unterrichtet werden.

### Gesamt-, Haupt- und Grundschulen
Die Gesamtschule Friedenstal liegt im gleichnamigen Stadtbereich.
Im Stadtteil gibt es die vier Grundschulen Mindener Straße, Landsberger Straße, Oberringstraße und Stiftberg.
Nicht weit von der Ernst-Barlach-Schule entfernt befand sich die Hauptschule Meierfeld, die als letzte der ehemals fünf Herforder Hauptschulen 2018 geschlossen wurde. Seitdem wird sie von verschiedenen Herforder Schulen mitgenutzt.

## Kirchen

### Marienkirche
Auf dem Stiftberg steht die 1325 geweihte gotische Marienkirche, die auf die Herforder Vision zurückgeht (siehe eigene Artikel).

### Christuskirche

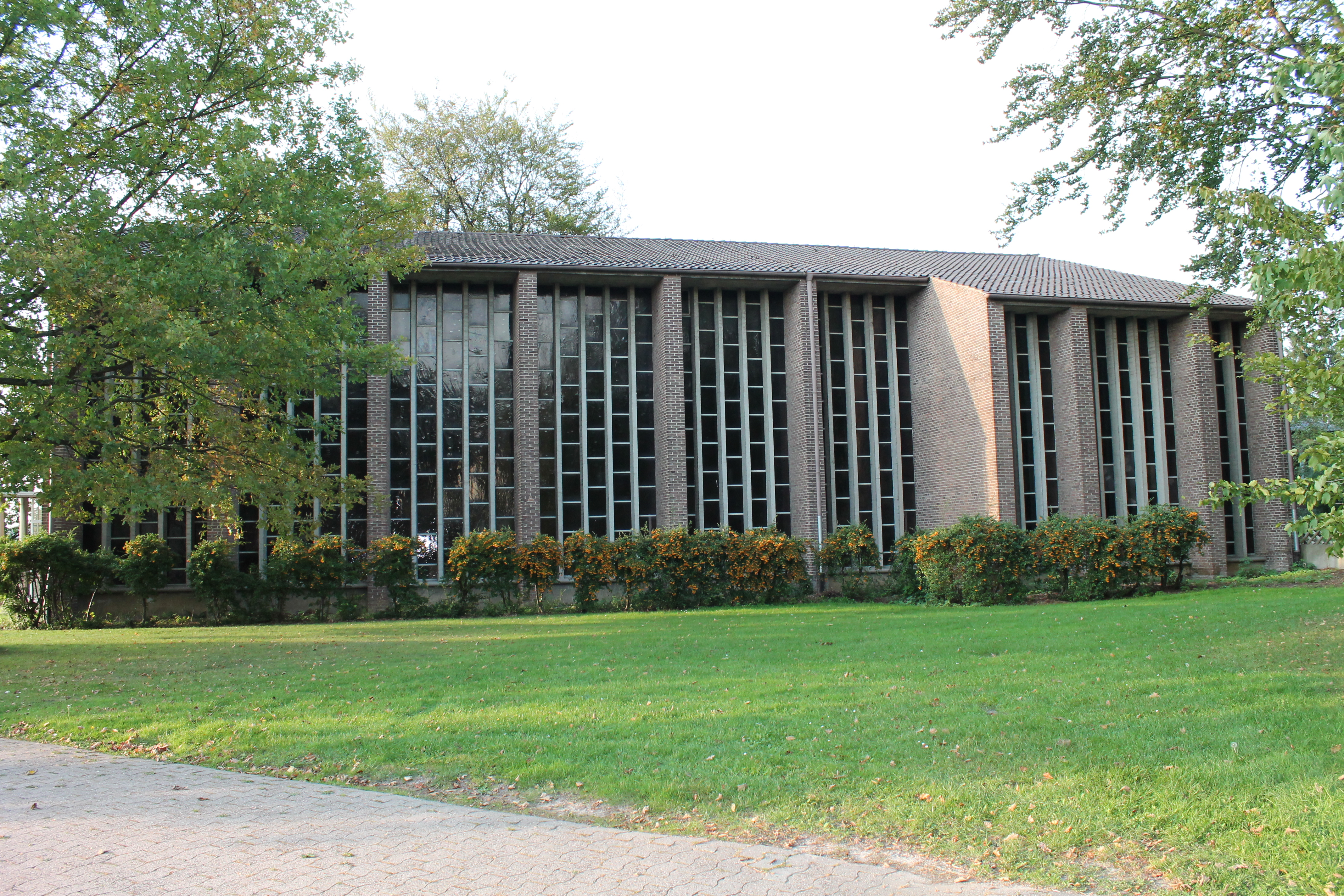
Christuskirche

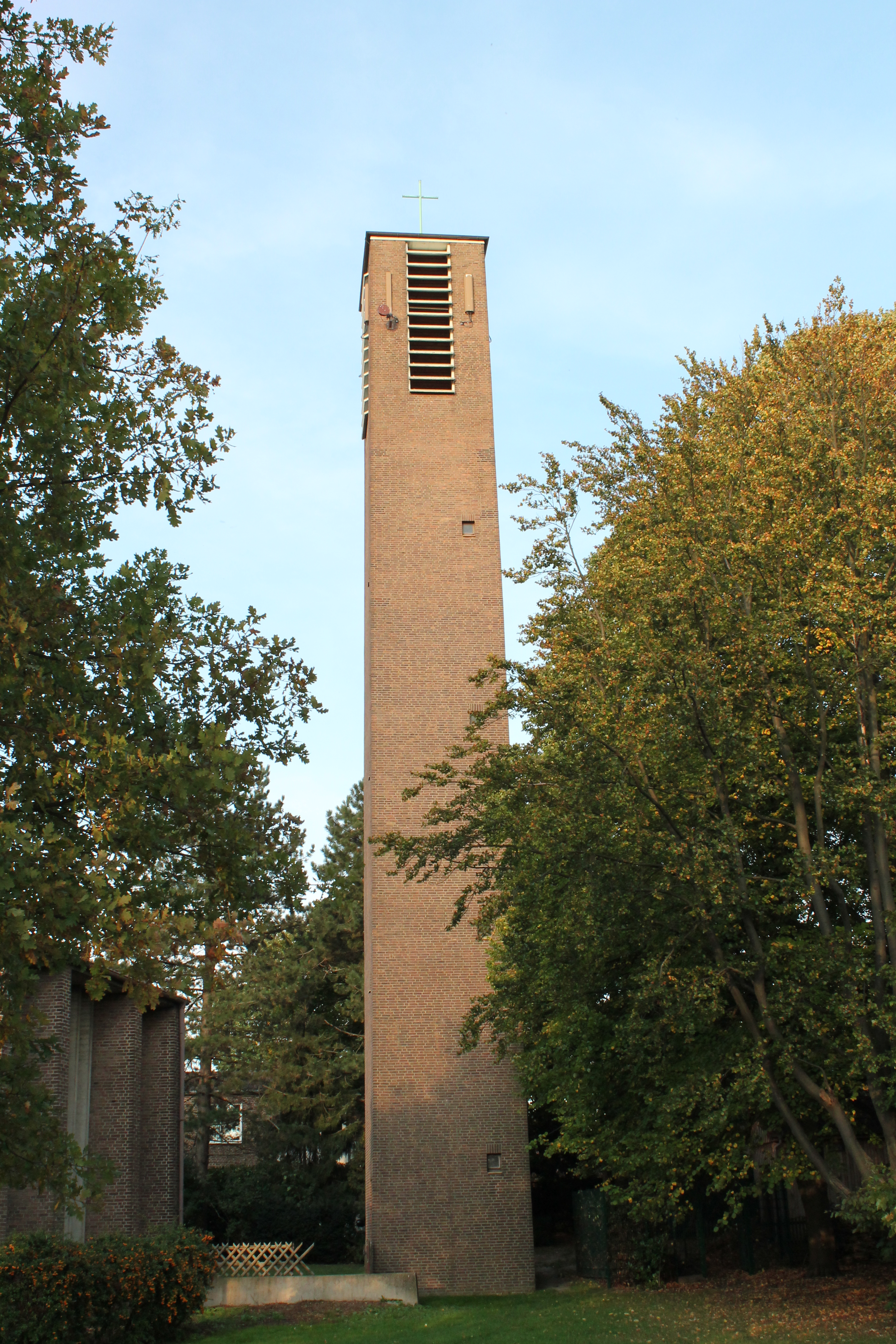
Turm der Christuskirche

Die 1958 erbaute Christuskirche an der Glatzer Straße war der erste evangelische Kirchenneubau nach dem Zweiten Weltkrieg in Herford. Sie wurde erforderlich, da nach dem Krieg die Einwohnerzahl der Stadt besonders durch Aussiedler, Vertriebene und Flüchtlinge aus den ehemaligen deutschen Ostgebieten rasch zunahm. Bis 1972 entstanden so ein Jugend- und Gemeindehaus, zwei Pfarrhäuser und ein Kindergarten. Im Umfeld befinden sich Einrichtungen und Wohngebiete der Britischen Rheinarmee sowie deutsche Wohnungen und Industriebetriebe. Nicht weit entfernt ist der Herforder Hauptfriedhof „Ewiger Frieden“.
Bis 1965 gehörte die Christuskirche zur Marien-Kirchengemeinde Stift Berg. Danach bildete sie zusammen mit der Trinitatiskirche in Falkendiek die Christus-Kirchengemeinde. Heute ist sie zusammen mit der Trinitatiskirche, der Markuskirche und der Thomaskirche in Schwarzenmoor Teil der Emmaus-Kirchengemeinde.
Die Kirche wurde als architektonische Einheit zusammen mit dem Gemeindezentrum gebaut. Der Bau wurde seinerzeit in der Fachwelt als Musterbeispiel für ein gelungenes Gemeinde- und Kirchenzentrum beurteilt und findet noch heute Beachtung. Das Gebäude ist wie eine Wehrkirche auf einer Anhöhe gebaut. Von außen ist neben den Ziegeln des Gebäudes der Sichtbeton der Stützmauern zu sehen. Auch der freistehende, 35 Meter hohe Turm ist aus Ziegeln gemauert.
Der Innenraum wird ebenfalls durch die Ziegel geprägt. Tageslicht erhält der Raum von Süden durch eine große Fensterfront aus schlichtem „Danziger Glas“. Sie reicht neunfach unterteilt vom Auflager der leicht gewölbten Tonnendecke fast bis zum Boden. Der Altar im erhöhten Altarraum ist ein mächtiger Tisch aus Teutoburger-Wald-Sandstein. Der 750 kg schwere Taufstein steht rechts neben dem Altar. Die Kanzel besteht wie der gesamte Bau aus Ziegelsteinen. Die zweimanualige Orgel mit 22 Registern stammt von Gustav Steinmann.
Die Christuskirche Herford bietet wegen ihrer günstigen Akustik gute Voraussetzungen für Konzerte. Sowohl Orgelmusik als auch speziell Bläsermusik werden hier auf hohem Niveau gepflegt. Die Bläser der Christuskirche Herford sind durch die wiederholt erfolgreiche Teilnahme am Deutschen Orchesterwettbewerb mittlerweile überregional bekannt.

### Markuskirche

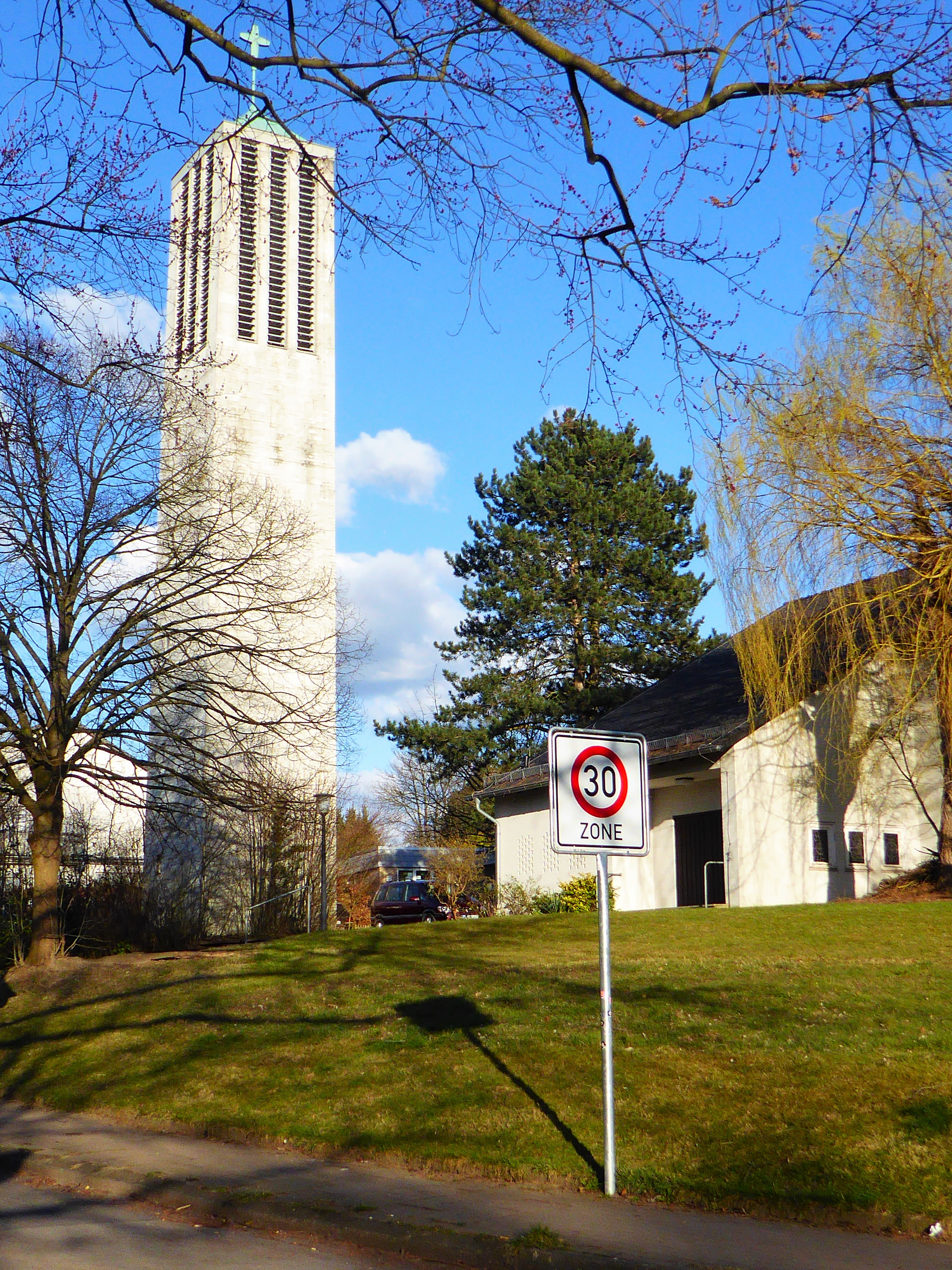
Markuskirche 2022

Die evangelische Markuskirche an der Landsberger Straße wurde 1962 geweiht. Sie gehörte bis 1965 zur Marien-Kirchengemeinde Stift Berg. Danach bildete sie zusammen mit der Thomaskirche in Schwarzenmoor die Markus-Kirchengemeinde. Heute ist sie zusammen mit der Thomaskirche, der Christuskirche und der Trinitatiskirche in Falkendiek Teil der Emmaus-Kirchengemeinde.
Der Turm ist freistehend, der Innenraum schlicht. Links neben dem erhöhten Altar steht der Taufstein, rechts die Kanzel.

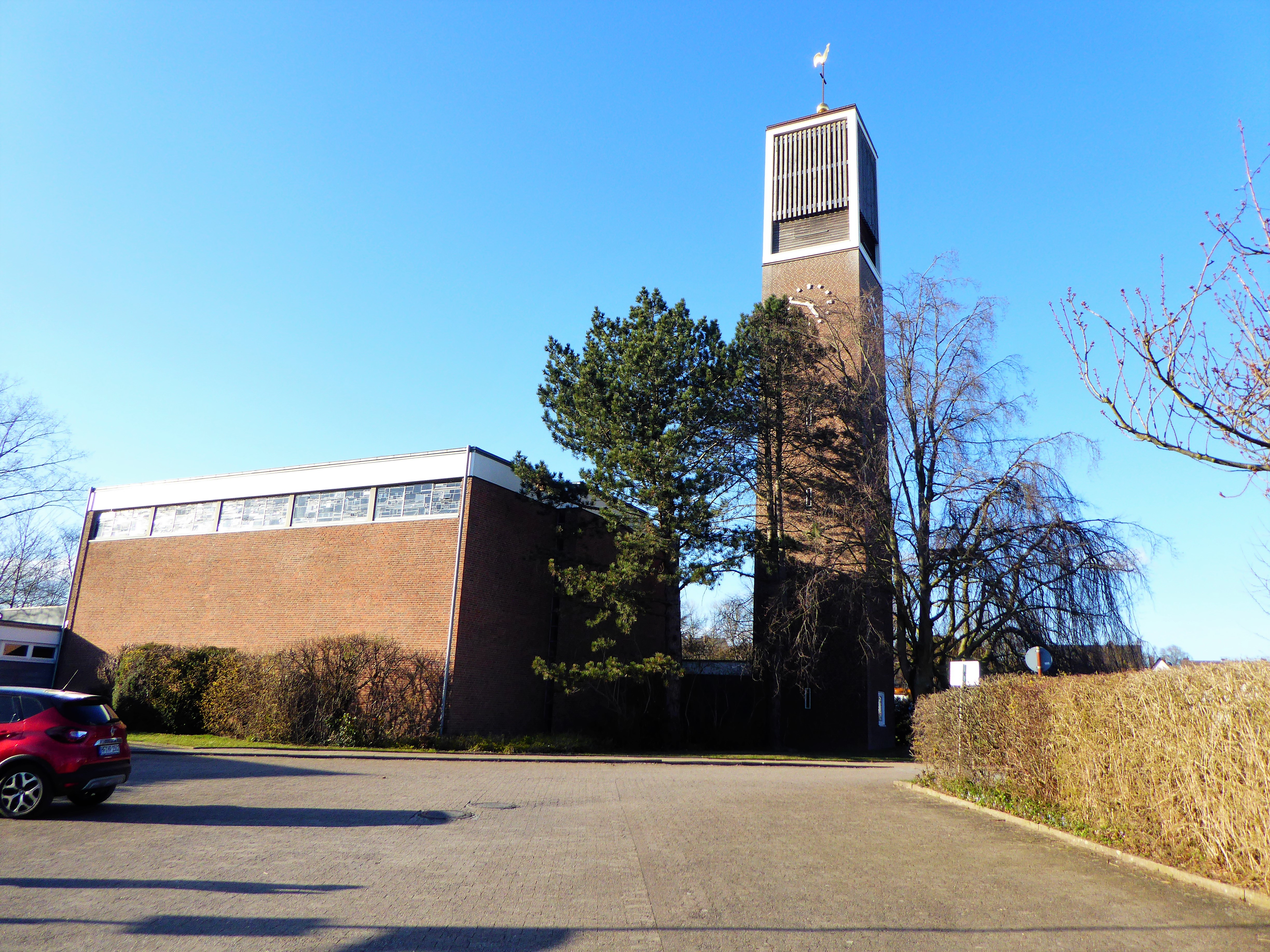
Kreuzkirche 2022

### Kreuzkirche
Die evangelische Kreuzkirche an der Hessestraße im Friedenstal wurde 1965 gebaut. Sie bildet eine eigene Kirchengemeinde. Im Turm, der aus roten Klinkersteinen gebauten Kirche, befinden sich vier Glocken aus der Glockengießerei Schilling in Heidelberg. Sie sind tonal auf das Geläut der Marienkirche abgestimmt.

### Maria Frieden

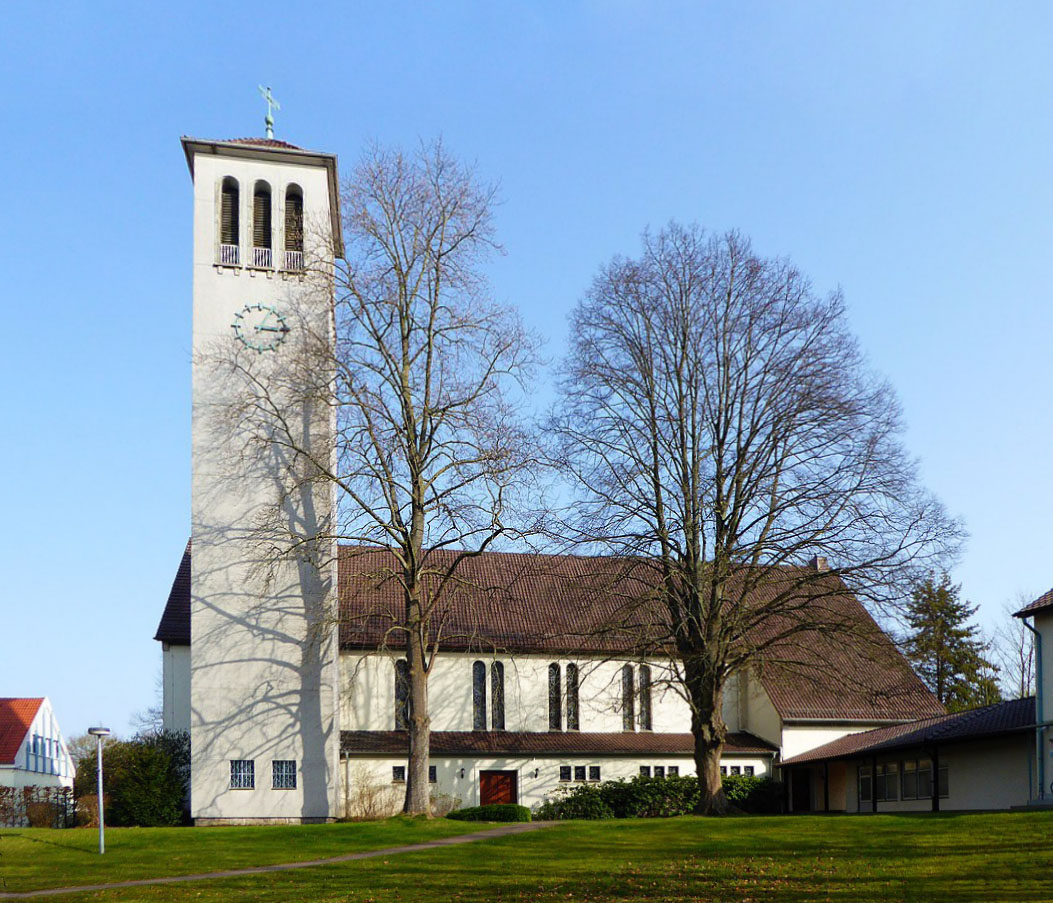
Kirche Maria Frieden 2022

Die katholische Kirche Maria Frieden wurde 1955 am Lübberlindenweg eingeweiht. Sie bildet mit den drei anderen katholischen Herforder Kirchen St. Johannes Baptist an der Komturstraße, St. Paulus an der Kiebitzstraße und St. Josef in Elverdissen einen Pastoralverbund.

## Weitere Religionsgemeinschaften
An der Eimterstraße gibt es einen Königreichssaal der Zeugen Jehovas.

## Verkehr
Im Osten verläuft die Autobahn 2 fast genau an der Grenze der Neustädter Feldmark. Im Bereich Waldfrieden befanden sich von 1963 bis 2013 die beiden Autobahntank- und -raststätten Herford Nord und Süd. Sie wurden abgebrochen und werden zu Lkw-Parkplätzen umgebaut.
Im Nordwesten durchquerte bis 2019 die Bundesstraße 61 den Stadtteil. Die wichtigsten Ausfallstraßen sind die Mindener Straße, die Vlothoer Straße und die Salzufler Straße.
Über die Hansa-, Werre- und Salzufler Straße fuhr von 1902 bis 1963/64 die Herforder Kleinbahn.
Im Süden verläuft die Bahnstrecke Herford–Himmighausen auf einem kurzen Abschnitt durch die Neustädter Feldmark.

## Militär
Alle Herforder Militäreinrichtungen der Britischen Streitkräfte in Deutschland, die 2015 geschlossen wurden, befanden sich in der Neustädter Feldmark. So wurden von dort die britischen Einsatztruppen in Deutschland befehligt. Von 1990 bis 2009 war dort die Deutschlandzentrale des britischen Soldatensenders British Forces Broadcasting Service angesiedelt.

## Unternehmen
Der Herrenbekleidungshersteller Bugatti hat seinen Sitz an der Waltgeristraße und der Hosenproduzent Grobecker mit der Marke Vabond befindet sich in der Straße „In der Masch“.
An der Mindener Straße gibt es die Firma Eratex, die textile Schleifmittelträger herstellt und den Internetküchenhändler Kueche24.com. An der Schwarzenmoorstraße hat die Westfa-Werbung Modersohn GmbH & Co. KG ihren Sitz.
Die Eckelmann FCS GmbH (vormals: Ferrocontrol Steuerungssysteme GmbH & Co. KG) in der Bodelschwinghstraße, ein Tochterunternehmen der Eckelmann AG in Wiesbaden, ist ein Automatisierungsunternehmen mit den Schwerpunkten Antriebstechnik und Industrie-PC. Die HL-Technology GmbH stellt an der Brunnenstraße chemisch-technische Produkte aus den Bereichen Aerosole, Biotechnologie, Oberflächentechnik, Schmierstoffe, Hauthygiene und Klebetechnik her.
Die Glockenklang GmbH an der Eimterstraße ist ein deutscher Hersteller von Verstärkern, PA-Geräten und Bass-Elektroniken für Musiker.

## Jaguar-Club
Von 1966 bis 1970 befand sich an der Mindener Straße der seinerzeit überregional bekannte Jaguar-Club, in dem fast alle bekannten Musikgruppen und Sänger der damaligen Beat-Ära auftraten.